# 奥田安弘
奥田 安弘（おくだ やすひろ、1953年－）は、日本の法学者（国際私法）。博士（法学）（中央大学・論文博士・2008年）。中央大学法科大学院教授、北海道大学名誉教授。

## 略歴
- 1953年：兵庫県尼崎市に生まれる
- 1976年：神戸大学法学部卒業（窪田宏ゼミ）
- 1978年：同大学院法学研究科博士前期課程修了（商法）
- 1980年：同大学院法学研究科博士後期課程中退

- 1980年8月～81年3月：同大学法学部助手（商法）
- 1981年4月～84年3月：香川大学法学部講師（国際取引法）
- 1984年4月～88年3月：同助教授
- 1988年4月～90年7月：北海道大学法学部助教授（国際私法）
- 1990年8月～2000年3月：同教授
- 2000年4月～04年3月：北海道大学大学院法学研究科教授
- 2004年4月～現在：中央大学法科大学院教授
- 2008年3月：博士（法学）（中央大学）
- 2009年4月～現在：北海道大学名誉教授

## 著書
- ㉓Geschichtliche Wurzeln und Reformen in mittel- und osteuropäischen　Privatrechtsordnungen　(herausgegeben gemeinsam mit Martin Schauer),MANZ'sche Wien, 2014＝ 奥田安弘／マルティン・シャウアー編『中東欧地域における私法の根源と近年の変革』中央大学出版部、2014年
- ㉒『韓国国籍法の逐条解説』共著、明石書店、2014年
- ㉑Glossary of Japanese Criminal Procedure: English, German, French andSpanish (co-edited with K. Anderson / H. Baum), Special Issue of Journalof Japanese Law, No. 8, 2013. ＝『日本の刑事裁判用語解説―英語・ドイツ語・フランス語・スペイン語』共編著、販売・明石書店、2013年
- ⑳『外国人の法律相談チェックマニュアル〔第5版〕』明石書店、2013年
- ⑲『養子縁組あっせん―立法試案の解説と資料』共著、日本加除出版、2012年
- ⑱『外国人の法律相談チェックマニュアル〔第4版〕』共著、明石書店、2011年
- ⑰『国籍法・国際家族法の裁判意見書集』中央大学出版部、2010年
- ⑯『国際私法と隣接法分野の研究』中央大学出版部、2009年
- ⑮『外国人の法律相談チェックマニュアル〔第3版〕』明石書店、2008年
- ⑭Ｊ・Ｎ・ノリエド『フィリピン家族法〔第2版〕』共訳、明石書店、2007年
- ⑬『国際私法・国籍法・家族法資料集―外国の立法と条約』編訳、中央大学出版部、2006年
- ⑫『外国人の法律相談チェックマニュアル〔第2版〕』共著、明石書店、2005年
- ⑪『国籍法と国際親子法』有斐閣、2004年
- ⑩『家族と国籍―国際化の進むなかで［補訂版］』有斐閣、2003年
- ⑨『グローバル化する戦後補償裁判』共編著、信山社、2002年

- ⑧『数字でみる子どもの国籍と在留資格』明石書店、2002年　『養子縁組あっせん』第4章「児童相談所に対するアンケートの法的分析」により事実上改訂
- ⑦Ｊ・Ｎ・ノリエド『フィリピン家族法』共訳、明石書店、2002年
- ⑥『外国人の法律相談チェックマニュアル』共著、明石書店、2001年
- ⑤『共同研究　中国戦後補償―歴史・法・裁判』共著、明石書店、2000年
- ④『在日のための韓国国籍法入門』共著、明石書店、1999年　『韓国国籍法の逐条解説』と改題のうえ改訂
- ③『市民のための国籍法・戸籍法入門』明石書店、1997年
- ②『家族と国籍―国際化の進むなかで』有斐閣、1996年
- ①『国際取引法の理論』 有斐閣、1992年